# سیلک (درگزین)
سیلک، روستایی از توابع بخش قروه درجزین شهرستان رزن در استان همدان ایران است.

## ویژگی‌ها
عمده فعالیت ساکنین روستای سیلک، کشاورزی و دامداری است و کاشت گندم، ذرت، سیب زمینی و صیفی جات و هندوانه از مهمترین محصولات کشاورزی آن محسوب می‌شود.
نام قدیم روستای سیلک لات می‌باشد که براساس تقسیمات کشوری به سیلک تغییر نام داده‌است و علت آن عبور رودخانه سیلک رود از کنار این روستا می‌باشد.
امروزه و با گسترش شهرنشینی بیشتر ساکنین این روستا به شهرها و مخصوصاً استان البرز و شهرهای هشتگرد، نظرآباد، ماهدشت و کمالشهر مهاجرت کرده‌اند..
از مهمترین خاندان‌های ساکن روستای سیلک می‌توان به خاندان‌های عیوضی، رضایی، تاریقلی، چراغی، مرادلو، امامورد، حاجیلو، رضاییان، کلاشلو، صفری، امیری، اشاره کرد.
آقای خلیل تاریقلی شهردار محترم شهر ماهدشت کرج، اصالتاً اهل روستای سیلک می‌باشند.
منزل عارف بزرگ اهل دین و عرفان سید سیفعلی چراغی نیز در روستای سیلک ملجاء دوستداران ایشان واهل دین و سلوک الهی می‌باشد. از نوادگان سید سیفعلی می‌توان به کربلایی سید علی و حاج سید امیر چراغی نام برد. خداحافظ

## جمعیت
بر پایه سرشماری عمومی نفوس و مسکن در سال ۱۳۹۵، جمعیت این روستا برابر با ۲۳۸ نفر (۶۲ خانوار) بوده‌است.